# Conopophage capucin
Conopophaga roberti
Espèce
Statut de conservation UICN

 LC  : Préoccupation mineure
Le Conopophage capucin (Conopophaga roberti) est une espèce de passereaux de la famille des Conopophagidae.